# Takaungu
Takaungu är en ort i distriktet Kilifi i provinsen Kustprovinsen i Kenya. År 1999 hade staden 1 500 invånare.